# Judentum im Iran

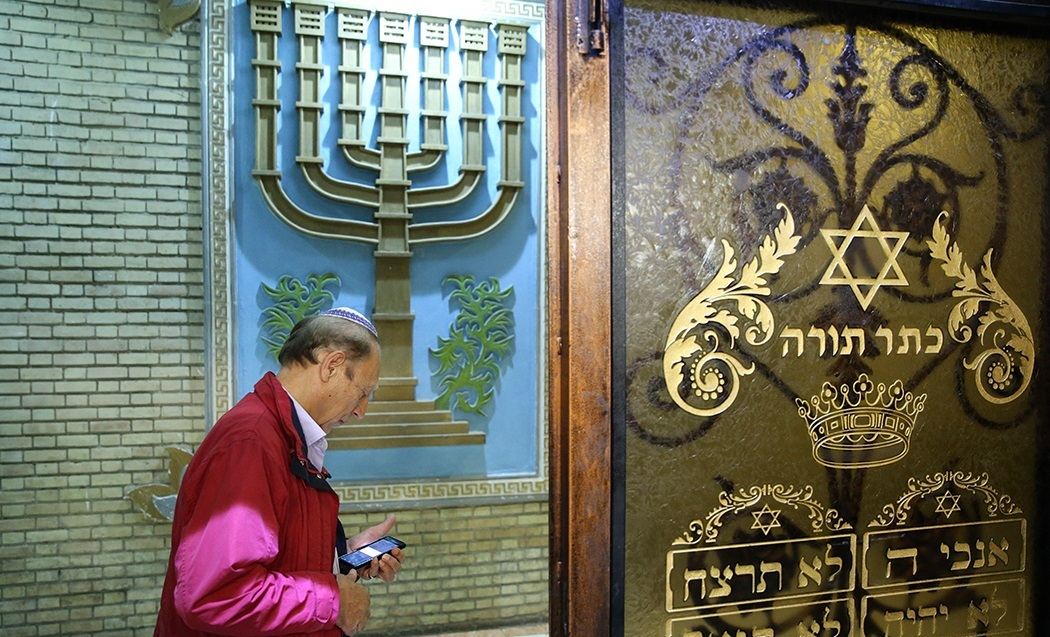
Rabbiner der Yusuf-Abad-Synagoge in Teheran, Mai 2018

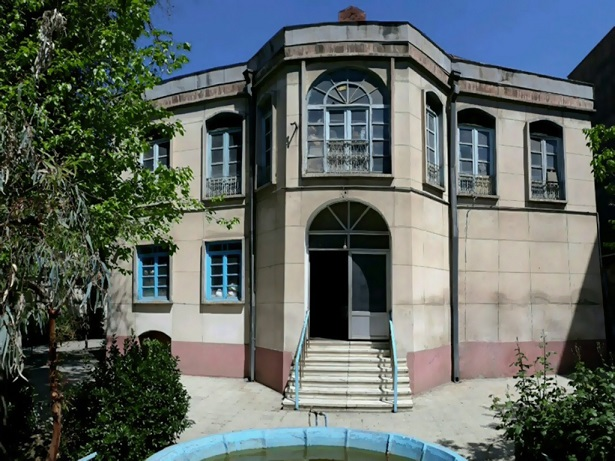
Haim-Synagoge in Teheran

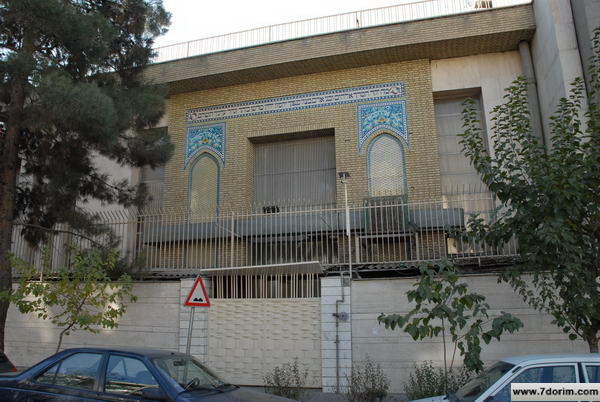
Yusuf-Abad-Synagoge in Teheran

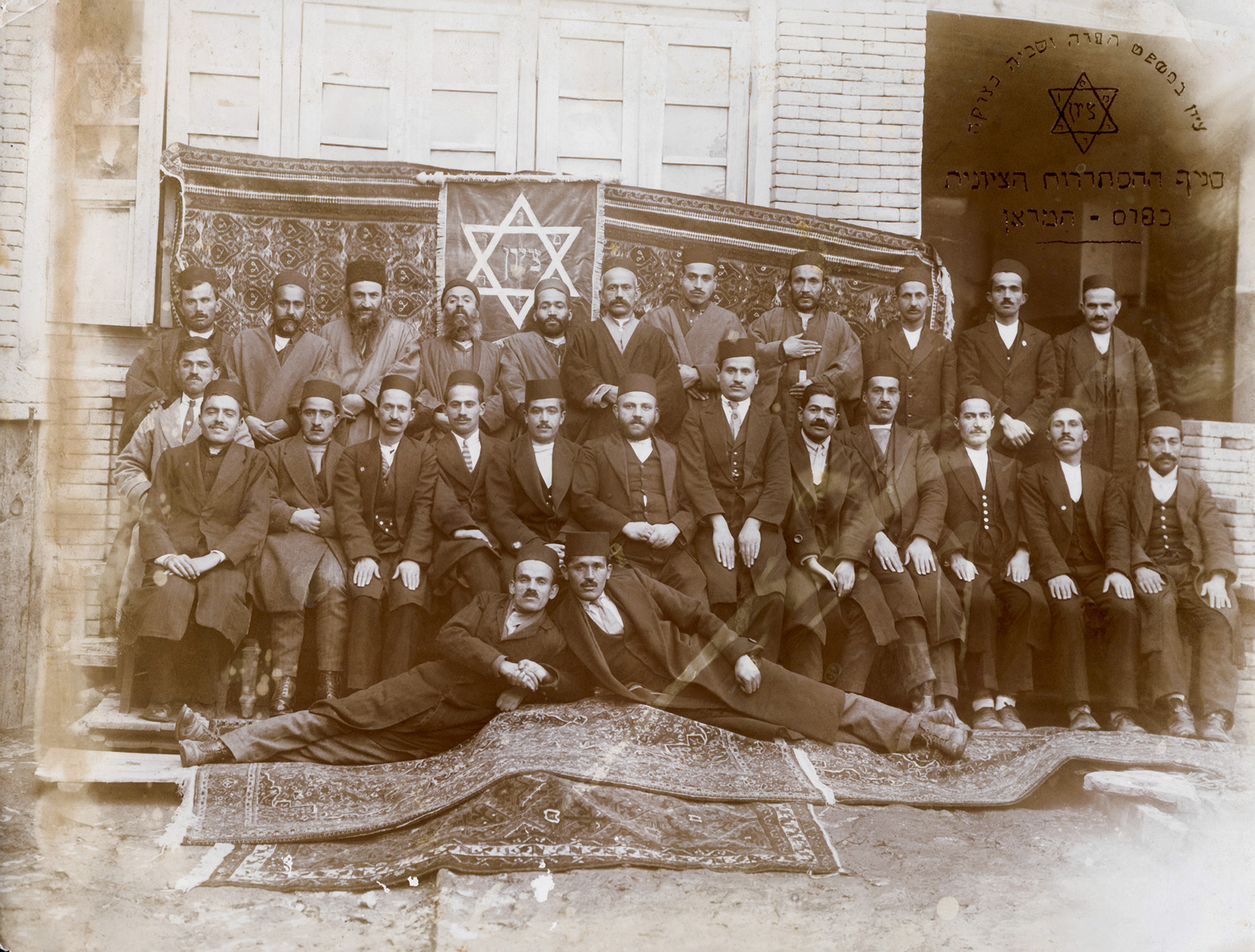
Zionistische Vereinigung in Iran, 1920

Das Judentum im Iran wird auf die Zeit des Perserkönigs Kyros II. zurückgeführt, der durch die Eroberung Babylons das babylonische Exil der Juden beendete. Sowohl im Mittelalter als auch im 20. Jahrhundert lebten nach Schätzungen zeitweise über 100.000 Juden im Iran, doch sind es nach einer Zählung im Jahre 2016 in Folge von Auswanderung nur noch knapp 10.000. Dies ist dennoch die aktuell größte jüdische Gemeinde eines Landes in der islamischen Welt, da auch aus anderen muslimisch geprägten Ländern die Juden ausgewandert sind. Die iranischen Juden (persisch یهودیان ایرانی, ‚Juden Irans, iranische Juden‘, yahudiān-e irāni; hebräisch יהודים פרסים „persische Juden“) haben in der Islamischen Republik Iran etwa 24 aktive Synagogen, überwiegend in Teheran und Isfahan. Laut Verfassung der Islamischen Republik vertritt ein jüdischer Abgeordneter ihre Angelegenheiten im Parlament.

## Jüdische Gemeinden im Iran
Die größten jüdischen Gemeinden des Irans gibt es in Teheran und Isfahan.
Die jüdische Gemeinde in Teheran hat nach Angaben des jüdischen Abgeordneten Siamak Morsadegh 20 Synagogen, fünf koschere Metzgereien und ein jüdisches Krankenhaus im Jahre 2017. Laut einem Bericht des Tagesspiegels sind es 10 aktive Synagogen im Jahre 2016, die bei Gottesdiensten regelmäßig gut besucht sind, sowie ein einziger jüdischer Friedhof in Teheran. Zu den wichtigsten Synagogen Teherans gehören die Yusuf-Abad-Synagoge (persisch کنیسه یوسف آباد Kanise e Yusef Ābād, hebräisch בית הכנסת יוסף-אבד) aus dem Jahre 1965, die 1913 fertiggestellte Haim-Synagoge (کنیسای حییم, Kenisā-ye Hayim, בית הכנסת חַיִּים) und die Abrischami-Synagoge (كنيسهء ابريشمى Kanise ye Abrishami, בית הכנסת אברישמי) von 1965.
In Isfahan lebten im Jahre 2019 etwa 1000 Juden. Hier gibt es 12 aktive Synagogen, die meisten im traditionellen jüdischen Viertel Dschuybare (Jubareh), darunter die Molla-Jakob-Synagoge (ملا یعقوب, מולה יעקב) aus dem 18. Jahrhundert und die um 1700 erbaute Mosche-Haja-Synagoge. Nur zwei Synagogen Isfahans stehen nicht in diesem Stadtviertel, unter ihnen die Keter-David-Synagoge („Synagoge der Krone des David“) von 1940 am Palästina-Platz. Der Großteil der heutigen Isfahaner Juden lebt aber im Stadtzentrum, während in Dschuybare nur noch etwa zehn jüdische Familien leben.

## Heilige Stätten der Juden im Iran

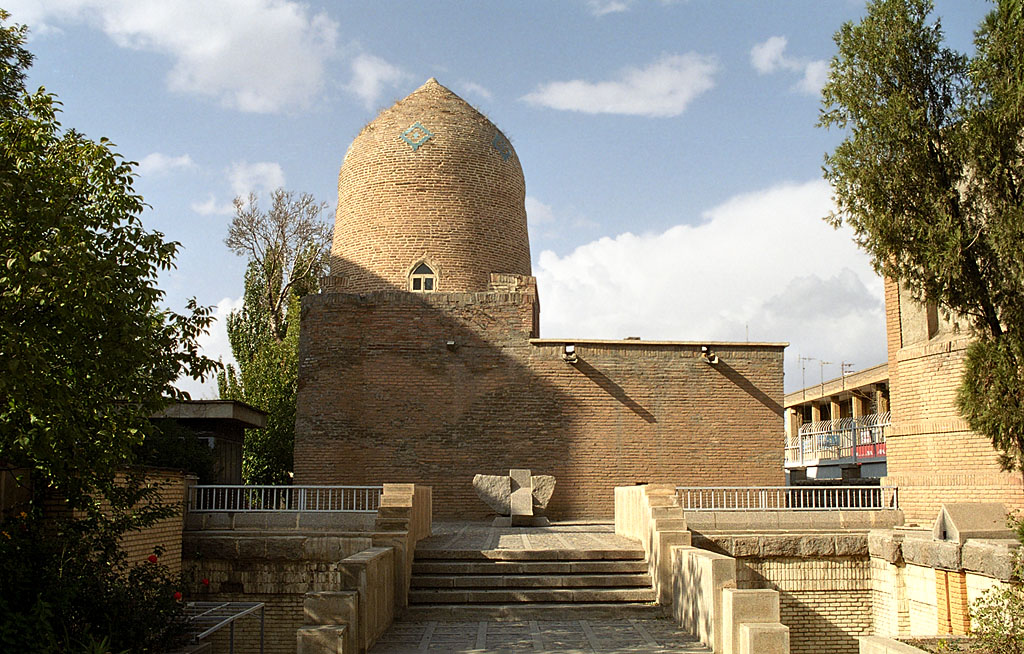
Mausoleum der Königin Ester, der Frau Xerxes des I., und des Mordechai in Hamadan

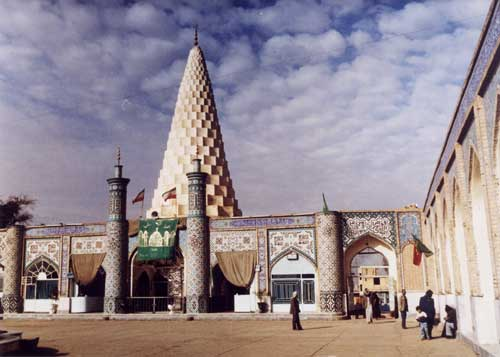
Grab des Daniel in Susa, Iran

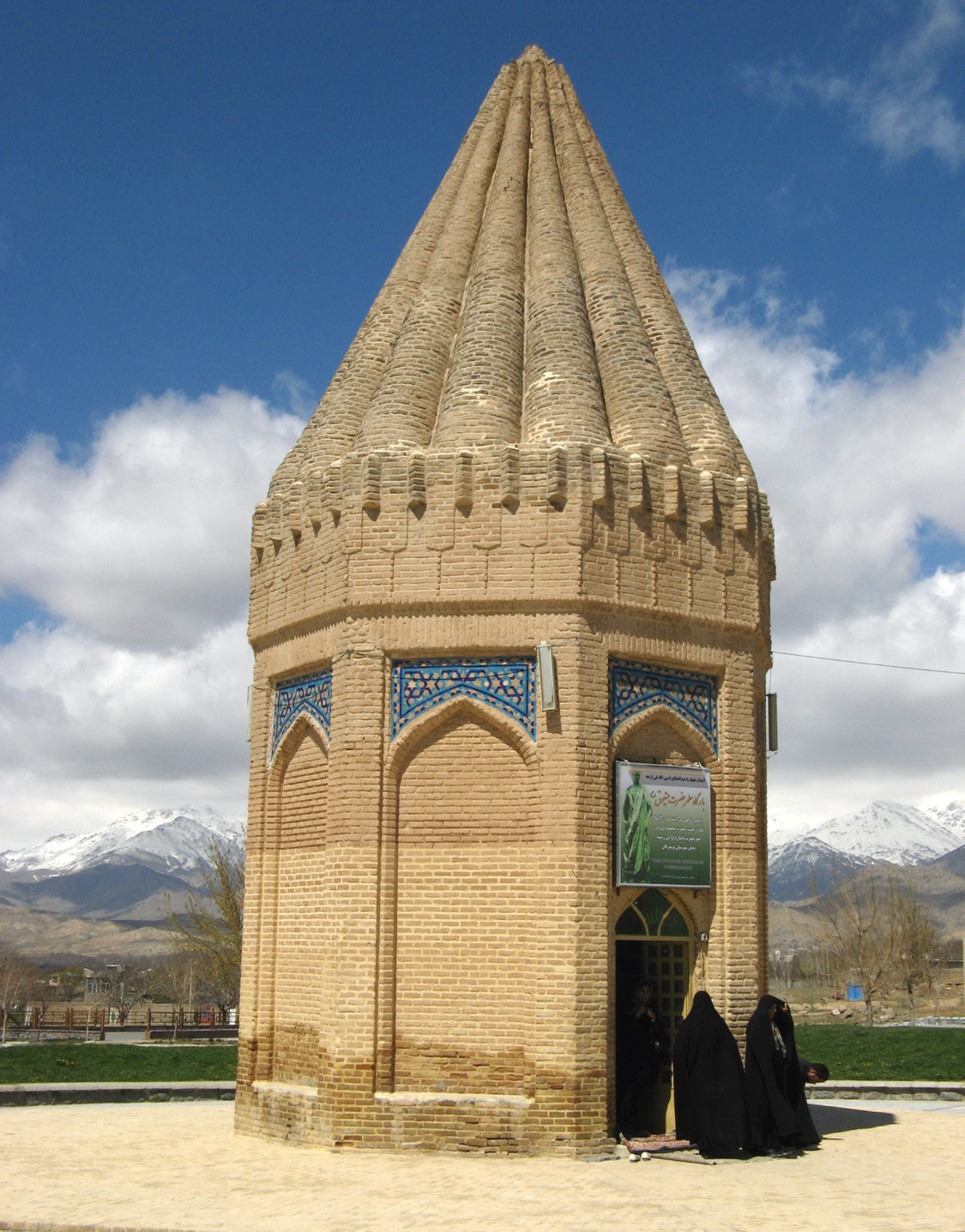
Habakuk-Mausoleum in Tuyserkan

An mehreren Orten im Iran gibt es wichtige jüdische Heiligtümer beziehungsweise Pilgerstätten, ohne dass vor Ort noch bedeutende jüdische Gemeinden vorhanden sind.
Als wichtigste jüdische Pilgerstätte gilt das Grab von Esther und Mordechai in Hamadan. In Susa ist das Grab des Daniel von Bedeutung. In Tuyserkan etwa 100 km südlich von Hamadan steht das Mausoleum des Habakuk.

## Geschichte

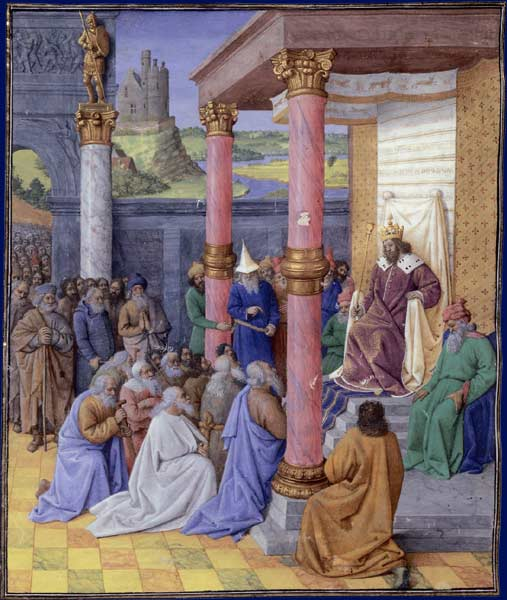
Der persische König Kyros II. erlaubt den Juden, aus dem babylonischen Exil nach Jerusalem zurückzukehren. Gemälde von Jean Fouquet, um 1470

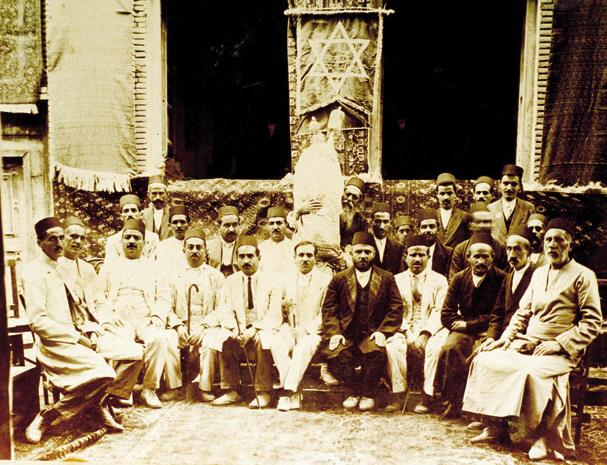
Juden in Hamadan, 1918

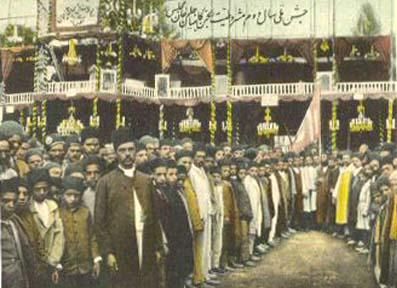
Iranische Juden feiern zwei Jahre Konstitutionelle Revolution in Teheran.

Als Beginn der Geschichte des Judentums in Persien wird die Eroberung Babylons durch den persischen König Kyros II. im Jahre 539 v. Chr. genannt, der in 2 Chr 36,22 , Esra 1,1 ff.  sowie Jes 44,28  und 45  positiv erwähnt und mit einem „Messias“ verglichen wird und „durch die Erweckung seines Geistes“ die Rückkehr der Juden aus dem babylonischen Exil ermöglichte. Ausführlich berichtet das Buch Ester über den vom Großwesir Haman geplanten und vom Hofbeamten Mordechai und der Königin Ester vereitelten Völkermord an den Juden im persischen Reich. Dieser Sieg im Achämenidenreich wird bis heute als Purim-Fest gefeiert. Über die Verbreitung der Juden im eigentlichen Persien (Iran) wird in der Bibel jedoch kaum etwas berichtet. Auch aus dem Kyros-Zylinder geht aber hervor, dass Kyros den Juden im Gegensatz zu den assyrischen und babylonischen Herrschern erlaubte, ihren Glauben zu praktizieren. Während so der Tempel in Jerusalem wieder errichtet wurde, zogen einige Juden nach Persien, wo sie bis ins 3. Jahrhundert Toleranz erlebten. Laut Überlieferung im Talmud wurde die spätere iranische Hauptstadt Isfahan von Juden gegründet, deren Siedlung Yahudiya (al-Yahūdiyya) später mit der zoroastrischen Siedlung Gabai (Γάβαι, abgekürzt Ğai bzw. Dschai) verschmolz. Der Historiker und Geograph Ibn al-Faqih al-Hamadani schrieb hierzu im 10. Jahrhundert in arabischer Sprache, dass die unter Nebukadnezar II. aus Jerusalem deportierten Juden Wasser und Erde aus ihrer Heimat mitnahmen. Sie ließen sich nur dort nieder, wo Wasser und Erde so wie in Jerusalem aussahen, was im Gebiet Isfahans der Fall war, und gründeten die später al-Yahūdiyya („Judenort“) genannte Siedlung. Die iranischen Historiker Gharipour und Sedighpur gehen davon aus, dass daraus der Stadtteil Dschuybare entstand, das alte Judenviertel Isfahans, von dem aus sich die Stadt entwickelte.
Laut Mark Wischnitzer gibt es erst im Mittelalter wieder Berichte über die Juden in Persien. Nach der Eroberung Persiens durch die muslimischen Araber im 7. Jahrhundert wurden Synagogen im Lande in Moscheen umgewandelt. Um der Konversion zu entgehen, wanderten viele Juden aus, während es bald darauf auch wieder Einwanderung von Juden gab. Im 12. Jahrhundert gab es in Persien laut Benjamin von Tudela die größten jüdischen Gemeinden in Isfahan mit 15.000 Juden und in Hamadan mit 50.000 Juden. Die Massaker der Armeen Timur Lenks in Hamadan und Isfahan nach der Eroberung 1387 wirkten sich verheerend auf die jüdischen Gemeinden aus. So konnte sich die jüdische Gemeinde von Hamadan nicht mehr erholen, während mit dem erneuten Aufstieg der Stadt Isfahan als Metropole des Handels zwischen Indien und Europa hier wieder jüdisches Gemeindeleben entstand. Die Isfahaner Juden führten ihre Abstammung auf die vom babylonischen König Nebukadnezar II. ins babylonische Exil verschleppten Juden zurück, während nach einer anderen Legende aus dieser Zeit der jüdische König Salomo mit seinem Minister Assaf die Stadt Isfahan gegründet haben soll.
Der erste Herrscher der Safawiden, Ismail I. Schah (1487–1534, Schah ab 1501), setzte die Zwölfer-Schia als Staatsreligion Irans durch. Für die Juden änderte sich an ihrem Status als rituelle unreine (nejasat), Dschizya zahlende „Schutzbefohlene“ (Dhimmi) zunächst nichts. Unter dem Schah Abbas I. (1588–1629) verschärfte sich die Verfolgung der iranischen Juden. Der Kaschaner jüdische Chronist und Dichter Babai Ben Lutf (Baba'i ben Lotf) berichtet in seinem „Buch eines Zwangsbekehrten“ (Kitab-i Anusi) über der Schicksal iranischer Juden in den Jahren von 1613 bis 1662 davon, dass jüdische Gemeindeführer hingerichtet wurden und die gesamte jüdische Gemeinde der iranischen Metropole Isfahan zum Islam zwangskonvertiert wurde. Während Schah Safi I. (1629–1642) den äußerlich islamisierten Juden eine erneute Bekenntnis zum Judentum gestattete, gab es unter Schah Abbas II. (1642–1666) eine erneute Islamisierungswelle, die nun das ganze Land erfasste.
Mitte des 19. Jahrhunderts bereisten europäische Händler zunehmend das iranische Königreich. Dies machte die Situation der iranischen Juden auch bei den Juden in Europa bekannt. Die Alliance Israélite Universelle wurde beim Schah vorstellig, der sich offen zeigte und Erleichterungen versprach. Eine weitgehende Aufhebung der Diskriminierungen gab es jedoch erst mit der Konstitutionellen Revolution im Jahre 1906, durch welche neben den Zoroastriern und Christen auch die Juden einen festen Sitz im neu eingerichteten iranischen Parlament erhielten und als Minderheitsreligionen anerkannt wurden.
Unter der Pahlavi-Dynastie ab 1925 gab es durch die Auswirkungen der Konstitutionellen Revolution eine Blütezeit des iranischen Judentums. In den Jahren von 1898 bis 1958 eröffnete die Alliance Israélite Universelle 34 Schulen, und darüber hinaus gab es 38 weitere jüdische Schulen in Iran. Unter Reza Schah Pahlavi (1925–1941) wurden Massenbekehrungen von Juden zum Islam verboten und das Konzept der Unreinheit von Nicht-Muslimen gesetzlich aufgehoben. Sein Sohn Mohammad Reza Pahlavi (1941–1979) erkannte darüber hinaus zum Ärger der schiitischen Geistlichkeit den Staat Israel an. Nach dem Farhud-Pogrom in Bagdad 1941 fanden tausende irakische Juden Zuflucht in Iran. Diese Flüchtlinge bauten 1947 die Teheraner Ettefagh-Synagoge.
Mit der islamischen Revolution 1979 kam es in Iran wieder zu einer Privilegierung des Islam. Die Juden blieben jedoch eine anerkannte Minderheit, und auch der den Juden reservierte Sitz im Parlament ist bis zum heutigen Tag geblieben. Die Islamische Republik schlug sofort eine gegen den Staat Israel gerichtete Politik ein, während sie den Juden Irans gegenüber Toleranz bekundete. So erklärte Ajatollah Ruhollah Chomeini: „Wir erkennen an, dass unsere Juden mit diesen gottlosen Zionisten nichts zu tun haben.“ Dieses Zitat ist in Iran an vielen Orten zu sehen. Während es auf Grund der Scharia Benachteiligungen etwa im Erbrecht oder als Zeugen vor Gericht gibt, sind keine Zwangskonversionen bekannt, wie es sie in vergangenen Jahrhunderten gab. Allerdings haben ähnlich wie Christen auch Juden in großer Zahl Iran verlassen: Von etwa 80.000 Juden im Jahre 1979 fiel ihre Zahl auf rund 30.000 im Jahre 2000. Laut der offiziellen Volkszählung von 2016 lebten in Iran noch 9826 Juden. Da die Anzahl der Juden in anderen überwiegend muslimischen Ländern noch stärker abgenommen hat, ist dies dennoch die größte jüdische Gemeinde in einem Land der islamischen Welt. So wird etwa für die Türkei eine Zahl von 1700 im Jahre 2016 angegeben, während in den meisten arabischen Ländern nur noch eine Handvoll oder überhaupt keine Juden mehr leben.

## Status in der Islamischen Republik Iran

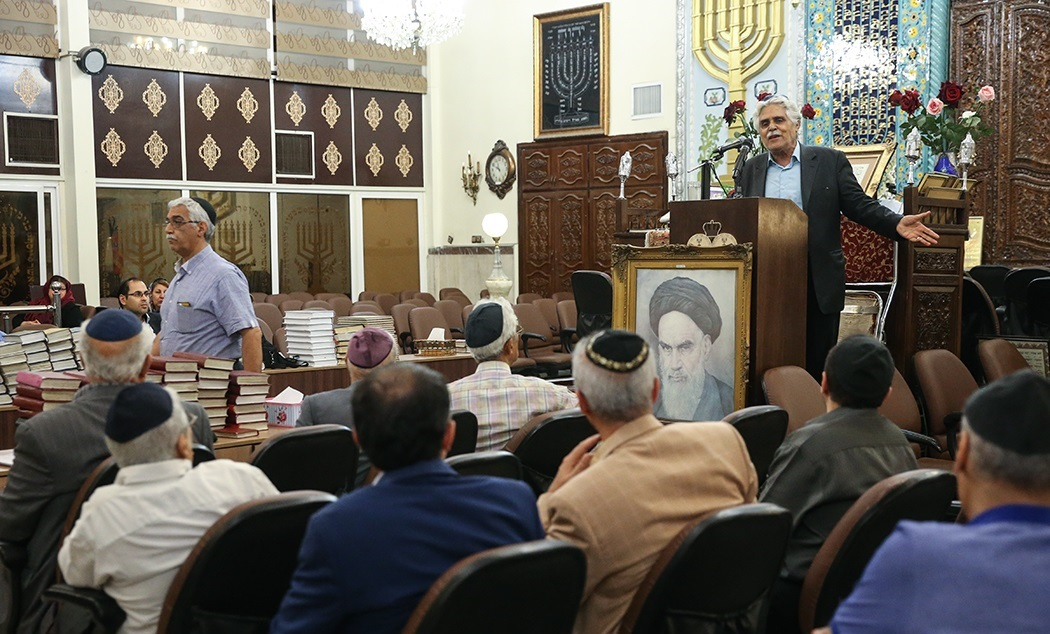
Gedenken an Ruhollah Khomeini, Yusuf-Abad-Synagoge in Teheran, 30. Mai 2018

Die knapp 10.000 iranischen Juden sind eine anerkannte religiöse Minderheit in der Islamischen Republik Iran und haben deshalb laut Verfassung das Recht, ihre Religion frei auszuüben. Allerdings sind den Juden als Nicht-Muslimen bestimmte Ämter und Berufe verwehrt: So dürfen sie etwa keine Richter und keine Offiziere werden. Die Angehörigen der religiösen Minderheiten zahlen keine Dschizya, doch müssen die Männer ebenso wie die Muslime den Militärdienst leisten. Im Parlament gibt es einen jüdischen Abgeordneten, der von den Juden in der Islamischen Republik Iran gewählt wird. Dieser Parlamentssitz wurde seit 2008 von Ciamak Moresadegh eingenommen. Es gelang dem jüdischen Abgeordneten zu erreichen, dass jüdische Kinder am Samstag vom Schulunterricht befreit sind, wenn sie den Sabbat einhalten wollen.
Staatspräsident Mahmud Ahmadineschad leugnete 2006 den Holocaust, wofür er vom jüdischen Abgeordneten Maurice Motamed kritisiert wurde. In der iranischen Bevölkerung soll aber nach Berichten iranischer Juden Antisemitismus nicht verbreitet sein. Es gibt keine Berichte über Attacken aus der iranischen Bevölkerung gegen jüdische Einrichtungen. Teheraner Juden berichten, dass die Synagogen mangels Diebstahlgefahr nicht abgeschlossen werden müssen. Auf Grund der sozialen Unsicherheit wandern aber nach wie vor viele Juden aus.

## Sprache der Juden im Iran
Unter den Juden Irans dominiert die Persische Sprache und hatte bereits in der Spätantike diese Rolle bei den persischen und babylonischen Juden als Umgangs-, Kultur- und Kultussprache. Ein 323 gestorbener Lehrer der Talmudakademie in Pumpedita namens Josef distanzierte sich bereits damals von der seinerzeit in Palästina, Syrien und Mesopotamien auch unter den Juden dominierenden aramäischen Sprache, „um Hebräisch und Persisch allein gelten zu lassen“. Im Iran gibt es traditionell mehrere Dialekte des Judäo-Persischen, die archaische Formen des Persischen erhalten. Die iranischen Juden schreiben das Persische traditionell mit hebräischen Schriftzeichen. Zu den so geschriebenen Werken gehört unter anderem eine Übersetzung des Pentateuch von 1819 und eine ältere aus dem 16. Jahrhundert sowie eine Polyglotten-Bibel (Konstantinopel 1546). Weltliche Schriften gibt es unter anderem von Schahin aus Schiras, Imrani mit seinem Epos von Josua bis Salomo aus dem 16. Jahrhundert sowie die Berichte über die bittere Not der Juden unter den beiden Schahs Abbas I. und Abbas II., verfasst von Babai Ibn Lutf im 17. Jahrhundert.

Jüdisch-aramäische Dialekte im westlichen Iran und angrenzenden Gebieten, wie sie bis in die erste Hälfte des 20. Jahrhunderts gesprochen wurden

Dennoch gab es im westlichen Iran (Kurdistan) früher auch jüdische Gemeinden, die spezifisch jüdische aramäische Dialekte sprachen. In Sanandadsch (Kurdistan) gab es früher Juden und Assyrer, die zwei unterschiedliche syrisch-aramäische Dialekte sprachen. Heute ist von beiden Gruppen niemand geblieben, auch wenn es in Teheran noch einzelne assyrische Sprecher des Sanandadscher aramäischen Dialektes geben soll.